# PESA 401M
Als PESA 401M werden Steuerwagen der Firma Pojazdy Szynowe Pesa Bydgoszcz (PESA) in Bydgoszcz bezeichnet. Die Wagen werden in Polen als Baureihe SA123 geführt. Die Fahrzeuge sind für den Einsatz mit dem PESA 214M geeignet und werden von Arriva RP eingesetzt.

## Geschichte
In der Woiwodschaft Kujawien-Pommern wurde für den Einsatz auf nichtelektrifizierten Strecken für die dort eingesetzten SA135 ein Steuerwagen konstruiert, der sich an dieser Triebwagenkonstruktion anlehnt.
Der erste Wagen wurde als SA123-001 bezeichnet und bei der PKP im Juli 2009 dem Betrieb übergeben und auf der Strecke Bydgoszcz – Chełmża eingesetzt. Später wurde er an Arriva RP übergeben. Die weiteren Wagen wurden direkt an Arriva geliefert und auf den Strecken Bydgoszcz – Tuchola und Toruń – Grudziądz eingesetzt. Die Umlaufpläne sehen vor, dass jeweils zwei Wagen im Einsatz sind und die restlichen als Reserve vorgehalten werden.

## Konstruktion
Die Wagen besitzen nur eine Einstiegstür je Fahrzeugseite, was zu einer Erhöhung der Sitzplatzkapazität führte. Sie wurden ebenso wie die SA135 nach verschärften Crashnormen gefertigt, mit dem sie bis auf die Einstiegstüren äußerlich fast identisch mit dem SA135 sind.
Der Wagenkasten ist zur Hälfte in Niederflurtechnik ausgeführt. Der Niederflurbereich liegt in einer Höhe von 600 mm, der Bereich über den Drehgestellen in einer Höhe von 1290 mm. Im Niederflurbereich befinden sich acht Klappsitze. Der Fahrgastraum ist klimatisiert und überwacht. An einem Ende befindet sich der Führerstand, am anderen Ende ein Stand für das Zugpersonal.
Der Wagen besitzt zwei Drehgestelle, die eine Geschwindigkeit von 120 km/h ermöglichen. Die primäre Federung zwischen Achsen und Drehgestell wird durch Metall-Gummi-Elemente ausgeführt, die sekundäre Federung zwischen Drehgestell und Fahrgestell durch Luftfederung. Neben Scheibenbremsen ist eine Sandstreueinrichtung und eine Radsatzschmiereinrichtung vorhanden.
Die Stromversorgung der Wagen ist mit einem unter dem Hochflurabteil angebrachten Motor Bauart Perkins mit Drehstromgenerator mit einer Leistung von 56 kW möglich.